# Kronprins Gustaf Adolf-klass
Kronprins Gustaf Adolf-klassen var en klass av linjeskepp i svenska Kungliga flottan. Klassen bestod av tio fartyg; Kronprins Gustaf Adolf, Fäderneslandet, Ömheten, Rättvisan, Dygden, Äran, Försiktigheten, Dristigheten, Manligheten och Tapperheten. Bestyckningen utgjordes av 60 kanoner av olika storlekar, uppställda på två batteridäck. Fartygen byggdes på Karlskrona örlogsvarv efter ritningar av skeppsbyggmästare Fredrik Henrik af Chapman och sjösattes åren 1782–1785. 
Samtliga av av Kronprins Gustaf Adolf-skeppen deltog i Gustav III:s ryska krig 1788–90, då de utgjorde ryggraden i den svenska örlogsflottan. Kronprins Gustaf Adolf förliste efter en grundstötning den 6 augusti 1788, Ömheten och Rättvisan gick båda förlorade vid flottans utbrytning ur Viborgska viken den 3 juli 1790, och Dygden förliste på Karlskrona redd 1793 av en explosion i krutdurken. 
Efter att ha deltagit i Finska kriget 1808–09 och i fälttåget mot Norge 1814, utrangerades de återstående sex linjeskeppen successivt under 1800-talet. Försiktigheten togs ur tjänst 1825, Tapperheten såldes 1826 till USA och höggs upp där. Manligheten och Fäderneslandet slopades 1864. Äran byggdes på 1830-talet om till fregatt med namnet Göteborg. 1874 förlades hon som kol- och proviantskepp i Flintrännan i Öresund, där hon 1880 härjades av en eldsvåda och sjönk. Dristigheten blev det fartyg i klassen som återstod längst i tjänst. 1856 omvandlades hon till sjukskepp och utrangerades inte förrän 1867.  